# Moenadi
Moenadi (EYD: Munadi; 26 tháng 12 năm 1923 – 12 tháng 1 năm 2013) là một sĩ quan quân đội và chính trị gia người Indonesia, ông giữ chức Thống đốc Trung Java từ năm 1966 đến năm 1974. Trước đây ông từng phục vụ trong quân đội và là thuộc cấp của Suharto.

## Đầu đời
Moenadi sinh ngày 26 tháng 12 năm 1923 tại thị trấn Tuban, ngày nay là tỉnh Đông Java. Ông được học tại trường thuộc địa của Hà Lan, trong thời kỳ Đông Ấn Hà Lan thuộc Nhật, ông gia nhập tổ chức dân quân Kyōdo Bōei Giyūgun do Nhật Bản hậu thuẫn.

## Sự nghiệp
Ông tham chiến bên phe Cộng hòa trong cuộc Cách mạng Dân tộc Indonesia, đến năm 1948, ông được bổ nhiệm giữ chức chỉ huy lãnh thổ khắp huyện Pati với quân hàm thiếu tá, thuộc sư đoàn 2 của Gatot Subroto. Khi Indonesia độc lập, Moenadi tiếp tục phục vụ trong lục quân, trở thành sĩ quan tham mưu của Quân khu Diponegoro. Khi Suharto trở thành tư lệnh của Diponegoro vào thập niên 1950, Moenadi là thuộc cấp của Suharto với vai trò tư lệnh Quân khu Semarang. Moenadi tổ chức chợ đêm ở Semarang để tài trợ cho đơn vị, trong khi cảnh sát quân sự địa phương của đơn vị được cho là bao che cho hoạt động cờ bạc bất hợp pháp. Moenadi và Suharto đều bị cách chức tại Diponegoro vào năm 1959. Năm 1960, Suharto giữ chức tư lệnh Tổng cục Lực lượng Dự trữ Lục quân, Moenadi (thời điểm này là trung tá) hỗ trợ Suharto thành lập một quân đoàn mới như một đơn vị dự trữ cơ động. Đơn vị thành lập năm 1961, ngày nay là Đội quân Dự trữ Chiến lược Lục quân và Moenadi phục vụ với tư cách là sĩ quan cấp cao.
Năm 1966, sau Phong trào 30 tháng 9, ông được bổ nhiệm quyền thống đốc Trung Java vào năm 1966. Bộ trưởng Bộ Nội vụ Basuki Rahmat quen biết Moenadi từ năm 1946, ông được cho là đã đề nghị Moenadi đảm nhận chức vị này trong một chuyến bay từ Jakarta đến Semarang. Ông nhậm chức thống đốc vào ngày 29 tháng 12 năm 1969, sau một cuộc bỏ phiếu nhất trí của cơ quan lập pháp tỉnh để bầu ông vào ngày 29 tháng 9 mà không có ứng cử viên nào khác thích hợp. Nhiệm kỳ của ông kết thúc vào tháng 12 năm 1974 và được kế nhiệm bởi Soepardjo Rustam. Ông mang quân hàm thiếu tướng trước khi giải ngũ.
Sau nhiệm kỳ thống đốc ông làm giám đốc tại một nhà máy sản xuất gia vị.

## Qua đời
Moenadi qua đời vào ngày 12 tháng 1 năm 2013 tại Surakarta. Ông được an táng hai ngày sau tại Nghĩa trang Anh hùng Kusuma Bhakti. Một số con đường ở tỉnh Trung Java được đặt theo tên ông.

## Gia đình
Người vợ đầu tiên của Moenadi tên Istriati Moenadi là đại biểu của Hội nghị Hiệp thương Nhân dân, cả hai có ba người con trước khi Istriati qua đời năm 1974. Năm 1981, ông tái hôn với Tan Li Chuk 27 tuổi, cô cải đạo theo Hồi giáo và đổi tên thành Yuyuk Fatimah. Fatimah và Moenadi có hai người con gái.